# 웅녀
웅녀(熊女)는 단군신화에 나오는 단군의 어머니이다. 신화에 따르면 웅녀는 원래 곰으로, 사람이 되고자 환웅에게 빌어 시험을 통과한 뒤에 여자가 되었다고 한다. 이후 사람으로 변신한 환웅과 혼인하여 단군을 낳았다.

## 신화속의 웅녀
이때 곰 한 마리와 호랑이 한 마리가 같은 굴에서 살면서 항상 신웅(환웅)에게 빌기를, “원컨대 (모습이) 변화하여 사람이 되었으면 합니다.”라고 하였다. 이에 신웅이 신령스러운 쑥 한 타래와 마늘 20개를 주면서 이르기를 “너희들이 이것을 먹고 백일 동안 햇빛을 보지 아니하면 곧 사람이 될 것이다.”라고 하였다. 곰과 호랑이가 이것을 받아서 먹고 기(忌) 하였는데 삼칠일(三七日, 21일) 만에 곰은 여자의 몸이 되었으나 범은 기하지 않아 사람이 되지 못하였다. 웅녀(熊女)는 그와 혼인할 사람이 없었으므로 항상 신단수 아래서 아이를 가지기를 빌었다. 이에 환웅이 이에 잠시 (사람으로) 변하고 그와 결혼하여 아들을 낳으니 이름을 단군왕검(檀君王儉)이라 하였다.

단군신화는 일연의 《삼국유사》와 이승휴의 《제왕운기》에 각기 기록되어 있다. 이 가운데 《삼국유사》에 웅녀와 관련된 신화가 나타난다. 《제왕운기》에는 웅녀가 등장하지 않으며 단웅천왕(檀雄天王, 환웅)의 손녀가 약을 먹고 사람이 되어 단군을 낳는다.

## 해석
신화의 해석에 따르면 웅녀는 크게 두 가지 성격으로 해석된다. 한국 고대국가의 건국신화는 일반적으로 창시자의 부계 혈통을 천신(天神)으로, 모계 혈통을 지신(地神)으로 설정한다. 이에 따라서 웅녀는 단군의 모계 혈통으로 지신으로 신격화된 토템의 일종으로 본다. 곰을 토템으로 하는 토착 부족과 하늘에서 내려온(천강天降) 지배 부족의 결합으로 해석하는 것이다. 곧 곰을 토템으로하는 곰족(웅족, 熊族)과 호랑이를 토템으로 하는 호랑이족(호족, 虎族)이 경쟁하여 곰족의 승리로 부족간 결합(혹은 연합)이 이루워졌다는 해석이다.
한편으로 토템의 대상이자 신령스러운 짐승(神獸)인 곰(熊) 자체에도 동북 시베리아 일대에서 공유되는 종교적 의미가 담긴 것으로 보기도 한다. 신수로서 숭배되는 곰은 인문적 변천에 따라 신(神)이나 무속(巫俗)을 의미하는 단어로 변용되었다. ᄀᆞᆷ, 검, 금, 개마, 고마 등의 음가는 모두 곰에서 유래된 것으로 추측되며, 동북 시베리아 일대에서 무당을 가리키는 Kam, Gam이나 고(古) 터키, 몽골, 신라, 일본, 아이누 등에서 신을 의미하는 Kam, Kamui 등도 모두 관련이 있는 것으로 보고 있다. 대지신(大地神)으로서의 곰이 가진 성격은 농경문화 단계에서 물산을 생산하는 자궁(子宮, 생식기)을 상징하므로 주로 여성적 성격을 띄게 된다. 웅녀 역시 이러한 지모신(地母神)의 일종으로 해석된다.

## 한민족과 웅녀
요동지역 만주에는 곳곳에 웅악(熊嶽) 또는 개마산(蓋馬山), 개모산(蓋牟山) 등의 이름이 널리 퍼져 있는데 이는 바로 '곰뫼'를 한자로 표기한 것이고 한반도에서 곰나루(熊津, 충남 공주), 곰골(熊州, 충남 공주)를 비롯하여 곰실(熊谷, 경북 선산), 곰내(熊川, 금강), 곰개(熊浦, 경남), 곰뫼(熊山, 경남), 곰섬(熊島, 함남 영흥), 곰재(熊嶺, 전북 진안), 금마저(金馬渚, 전북 익산), 곰고개(熊峴, 충북 보은), 곰바위(熊岩, 충북 음성) 등이 널리 분포되어 있다고 한다.
이것은 만주와 한반도가 하나의 문화적 동질성을 가지고 있다는 증거중 하나라는 것, 또한 단군신화에 나타나는 웅녀(熊女)라는 말은 '곰골에서 온 여자'라는 의미라고 하는데 지금도 지역에 따라 여자의 이름을 평양댁(평양에서 온 여자), 부산댁(부산에서 온 여자), 서울댁(서울에서 온 여자) 등으로 부르고 있는데 이 말의 표현 방식이나 웅녀의 표현 방식이 같은 형태라는 것이다.
연변 조선족자치구의 만천성국가삼림공원에는 웅녀상이 건립되어 있다.

## 같이 보기
- 환인
- 환웅
- 단군왕검

## 참고 문헌
- 일연 (1281). 〈권제1〉. 《삼국유사》.